# 侯知遠
侯知遠（1968年—），生於台灣，專業經理人。

## 生平
台灣輔仁大學資訊工程學系
美國雪城大學電腦科學碩士。
公信電子總經理, 董事長
光寶科技系統整合事業部總經理
2016年3月，宏碁集團召開董事會，通過由侯知遠出任宏碁公司泛亞區總經理.